# Metzia formosae
Metzia formosae är en fiskart som först beskrevs av Oshima 1920.  Metzia formosae ingår i släktet Metzia och familjen karpfiskar. IUCN kategoriserar arten globalt som livskraftig. Inga underarter finns listade i Catalogue of Life.